# Шалово (Калузька область)
Шалово (рос. Шалово) — присілок в Мещовському районі Калузької області Російської Федерації.
Населення становить 16 осіб. Входить до складу муніципального утворення Місто Мещовськ.

## Історія
Від 2004 року входить до складу муніципального утворення Місто Мещовськ.

## Населення
| 2002 | 2010 |
| ---- | ---- |
| 31   | ↘16  |